# Национальный высокий суд
Национальный высокий суд (исл. Landsyfirréttur, [ˈlantsˌɪːvɪrˌrjɛhtʏr]) — был высшим судом Исландии в течение 119 лет — с 6 июня в 1800 по 22 декабря 1919 года.
Национальный высокий суд был учреждён королем Дании Кристианом VII Безумным 6 июня 1800 года из-за недовольства Высоким судом Альтинга, который был высшим судом страны с 1563 года, со времен Лёгретты. Свою работу суд начал 10 августа 1801 года и его первым главой стал судья Магнус Стефенсен (1762—1833), а судьями-помощниками — Бенедикт Грёндаль (Benedikt Gröndal) и Ислейвюр Эйнарссон (Ísleifur Einarsson). Национальный высокий суд де-факто был высшим судом Исландии, так как хотя любое его решение можно было обжаловать в Верховном суде Дании, но из-за труднодоступности Исландии в то время, дела в Данию на обжалование практически никогда не отправлялись.
Сначала Национальный высокий суд размешался в здании на Эйстюрстрайти 4, но в 1820 году был перенесен на Эйстюрстрайти 22, где на верхнем этаже здания также разместили тюремные камеры, получившие название «Черная тюрьма» (Svartholið) из-за того, насколько темно было внутри здания. В этом здании суд оставался вплоть до 1873 года, после чего он был перемещен в Негнингархусид на Скоулавёрюстигюр 9, где Национальный высокий суд оставался вплоть до упразднения. Суд в Негнингархусид размещался на верхнем этаже, а на первом этаже была тюрьма с шестнадцатью маленькими, тесными камерами с плохой вентиляцией.
После того, как 1 декабря 1918 года Исландия была объявлена независимым королевством в личной унии с Данией и вступила в силу Конституция Королевства Исландия, Национальный высокий суд был упразднен с учреждением Верховного суда Исландии.